# 丹羽又三郎
丹羽 又三郎（にわ またさぶろう、1934年8月20日 - ）は、日本の俳優。2014年よりOKエンターテイメント所属。本名は中村 進（）。昭和30年代後半の大映時代劇映画の主演級スター。また昭和40年代テレビ特撮番組の悪の幹部役の怪優としても知られている。
東京市芝区芝浦町（現、東京都港区芝浦）出身。明治学院高等学校、明治学院大学文学部卒業。過去には太平洋テレビジョン、さむらいプロに所属していた。

## 来歴・人物
冷蔵船用冷蔵庫を製作していた父の一人息子として生まれる。大学在学中の1954年、俳優を志し、松竹音楽学校附属研究所に入り、同年7月、新東宝に入社。中村 又三郎の芸名で、『地獄屋敷』でデビューしたのち、数本の映画に出演したが、社内事情のため、1956年に新東宝を退社する。黎明期のテレビに活躍の場を移し、『日真名氏飛び出す』や『お役者文七 花の絵姿』といったドラマに出演しながら、1957年に大学を卒業。
1960年、田端義夫の弟の紹介で大映京都撮影所に入社し、「丹羽 又三郎」に改名。『幽霊小判』に主演し、時代劇スターとして再出発する。同作は低予算の白黒映画であったが、大スター市川雷蔵がカメオ出演したこともありソフト化されている。この映画で端整な顔立ちの二枚目ながら妖しげな雰囲気をも漂わせる独特の個性で演じている。
その後はいくつかの低予算映画に主演する一方、雷蔵の『斬る』や勝新太郎の『不知火検校』などスターの代表作にも重要な役で助演した。1964年に大映を退社してフリーとなり、主に悪役として再びテレビドラマに活動の場をシフトしていく。
1967年、東映制作の特撮テレビドラマ『ジャイアントロボ』で悪の結社BF団の初代日本支局長スパイダーを演じた。1972年には『仮面ライダー』でゲルショッカーの冷酷非道な大幹部ブラック将軍を演じた。
テレビ時代劇やアクションドラマでも凄腕の剣客や殺し屋、ギャング団のボスなどの役を数多く演じ、個性派の悪役として活躍していたが、1970年代半ば頃に芸能界を引退し渡米。帰国後の1975年、ブティック「ガーベラ」の共同経営に乗り出す。
それ以降は、長年に渡り公に姿を現すことがなかったが、2014年から大映時代の盟友が主催するOKエンターテイメントに所属し、芸能活動を再開した。

## エピソード
- 『仮面ライダー』出演時は、日曜日に近所の子供たちが自宅を訪れ、表札を持ち去られることもたびたびあったという[2]。また、ブラック将軍が倒される『仮面ライダー』最終回が放送された翌朝には自宅に子供たちが花束を持って押しかけてきたため、「長い間悪役を演じて、花束を貰ったのは初めて」と、プロデューサーの平山亨に感激したことを伝えている[9]。
- 2015年5月発売の『新 仮面ライダーSPIRITS』第11巻の巻末ではインタビューに答え、当時の役者デビュー、廃業からガーベラ経営やブラック将軍の役についてなどを語っており、「もしまた丹羽又三郎演じるブラック将軍が求められるような機会があるのなら、今度こそ全身全霊を懸けてみなさんに喜んでもらえる演技をしたいと思います」と答えている[10]。

## 出演

### 映画
- 身代り紋三 地獄屋敷（1955年、新東宝） - 鵜飼幸吉
- 剣豪対豪傑 誉れの決戦（1956年、新東宝） - 黒田備前守
- 阿修羅三剣士（1956年、新東宝） - 伊藤典膳
- 幽霊小判（1960年、大映） - 庄吉と名乗る男
- 大菩薩峠（1960年、大映） - 宇津木文之丞
  - 大菩薩峠・完結編（1961年、大映）
- 甲賀の密使（1960年、大映） - 夕張竜之介
- 忠直卿行状記 (1960年、大映） - 青木左次馬
- 妖花伝（1960年、大映） - 宇奈月兵庫
- 不知火検校（1960年、大映） - 岩井藤十郎
- 銭形平次捕物控（大映）
  - 銭形平次捕物控 夜のえんま帖（1961年） - 畑源十郎
  - 銭形平次捕物控 美人鮫（1961年） - 伊織
- 釈迦（1961年、大映） - ソーナ王子
- うっちゃり姫君（1961年、大映） - 柿の木金助
- 斬る（1962年、大映） - 千葉栄次郎
- 長脇差忠臣蔵（1962年、大映） - 玉稲荷の佐吉
- 忍びの者（1962年、大映） - 木下藤吉郎
- 新選組始末記（1963年、大映） - 岡本久蔵
- 破れ傘長庵（1963年、大映） - 千太郎
- 座頭市シリーズ（大映）
  - 新・座頭市物語（1963年） - 奥村紀之介
  - 座頭市喧嘩旅（1963年） - 山田
  - 座頭市千両首（1964年） - 板割の浅太郎
- 江戸無情（1963年、大映） - 鏡源次郎
- 怪談鬼火の沼（1963年、大映） - 清蔵
- 妖僧（1963年、大映）
- 眠狂四郎勝負（1964年、大映） - 神崎三郎次
- 日本侠客伝 関東篇（1965年、東映） - 新太郎
- 十七人の忍者 大血戦（1966年、東映） - 鵜飼四郎兵衛
- やくざ非情史 刑務所兄弟（1969年、日活） - 秀
- 昭和残侠伝 人斬り唐獅子（1969年、東映） - おまつり竜
- めくらのお市 命貰います（1970年、松竹） - 吉沢伊織
- 銀蝶渡り鳥（1972年、東映） - 三ッ玉の竜
- 喜劇 セックス攻防戦（1972年、東映） - 沼尾

など

### テレビドラマ
- 日真名氏飛び出す（1955年、KR）
- お役者文七 花の絵姿（1960年、CX）
- 徳川家康（1964年、NET）
- 里見八犬伝（1964年 - 1965年、CX） - 左母二郎
- 鉄道公安36号（NET）
  - 第74話「寝台盗」（1964年）
  - 第114話「石こうと宝石」（1965年）
  - 第123話「俺は無実だ」（1965年）
  - 第132話「緊急停車」（1965年）
  - 第187話「燃える玄界灘」（1967年）
- くらやみ五段（1965年 - 1966年、NET） - ヒマラヤジョー
- 特別機動捜査隊（NET）
  - 第171話「ひとり息子」（1965年） - 角井誠
  - 第208話「落ちていた粉」（1965年）
  - 第356話「その母」（1968年） - 竹下
  - 第378話「美しき鷹」（1969年） - 北見
  - 第610話「恐るべき幽霊」（1973年） - 田辺
- ザ・ガードマン（TBS）
  - 第35話「姿なき眼」（1965年）
  - 第72話「暗殺指令」（1966年）
  - 第152話「愛と憎しみの弾丸」（1968年）
- 甲州遊侠伝 俺はども安 第9話「おこん悲歌」、第23話「騙され旅」（1965年、CX）
- 三匹の侍（CX）
  - 第4シリーズ 第2話「血闘」（1966年） - 絵馬
  - 第4シリーズ 第25話「闘い」（1967年） - 辰次
  - 第5シリーズ 第23話「紙人形」（1968年） - 堀井
- 俺は用心棒 第1話「天を斬る」（1967年、NET） - 桜井半四郎
- ジャイアントロボ 第1話「大海獣ダコラー」 - 第7話「敵は怪獣イカゲラス」（1967年、NET） - スパイダー
- 七つの顔の男 第3話「暗殺プロフェッショナル」（1967年、NET）
- 三姉妹（1967年、NHK） - 浪士・高橋
- 秘密指令883 第13話「カスバの女」（1968年、フジテレビ+大映テレビ室）
- 竜馬がゆく（1968年、NHK） - 国司信濃
- ローンウルフ 一匹狼 第32話「殺意の夜景」（1968年、NTV）
- 銭形平次（CX）
  - 第90話「狙われた平次」（1968年） - やす次
  - 第339話「冥土の土産」（1972年） - 般若政
- キイハンター（TBS）
  - 第18話「新ギャング同盟」（1968年） - 北村
  - 第49話「宝石と女と殺し屋」（1969年）
  - 第91話「サギと殺しの集団旅行」（1969年）
  - 第97話「殺人美容法教えます」（1970年）
  - 第105話「世界殺人集団 南国の決闘」（1970年）
  - 第107話「太陽と緑の国に大追跡」（1970年）
  - 第121話「地獄の待合室に行く男」（1970年）
  - 第131話「サイコロGメン 命預けます」（1970年）
  - 第153話「走れ! 爆弾自動車大追跡」（1971年）
  - 第172話「ダイヤモンドと女と泥棒たち」（1971年）
  - 第184話「決斗! 大雪渓のダイヤモンド作戦」（1971年）
  - 第202話「サイコロGメン 御用旅」（1972年） - 人斬りの竜
- 日本剣客伝 第7話「針谷夕雲」 （1968年、NET）
- 日本任侠伝 第2話「笹川繁蔵」 （1969年、NET）
- プレイガール（12ch）
  - 第3話「情無用の女ども」（1969年）
  - 第13話「女の魔性に火がつけば」（1969年） - 館岡
  - 第43話「スリがねらった女のハート」（1970年） - 矢木
  - 第60話「女の火遊び」（1970年） - ジョージ浜本
  - 第83話「ぼん太の田舎っぺ残侠伝」（1970年） - 山本（柏興業幹部）
  - 第89話「傷つけながら愛しあい」（1970年） - 戸倉
- 花のお江戸のすごい奴 第4話「明日雨になれ」（1969年、CX） - 三好大学
- 妖術武芸帳 第10話「怪異魔神呪」（1969年、TBS） - 白面道士
- 東京バイパス指令 第30話「狂った銃弾」（1969年、NTV）
- 怪奇ロマン劇場 第17話「白髪鬼」 （1969年、NET） - 情夫
- 特命捜査室 第2話「おかしなおかしなギャングたち」（1969年、フジテレビ）
- フラワーアクション009ノ1 第10話「くたばれギャンブルガール」（1969年、CX） - ヘンリー豊田
- ゴールドアイ（NTV）
  - 第8話「地獄へのパスポート」（1970年） - ルトワック
  - 第16話「破壊工作員"山猫"」（1970年）
- 素浪人 花山大吉 第67話「伜にゃ過ぎた母だった」（1970年、NET） - 用心棒
- 大江戸捜査網（12ch）
  - 第3話「魔の海が剣を呼ぶ」（1970年） - 金巻右近
  - 第34話「おんなの刺青」（1971年） - 清吉
  - 第73話「血煙代官屋敷」（1972年） - 黒岩の用心棒・市川
  - 第94話「恐怖の街の暴れん坊」（1973年） - 樫山軍蔵
  - 第141話「切腹はご免だ!」（1974年） - 筆頭与力・緒方主水
  - 第151話「死を呼んだ花火地獄」（1974年） - 殺し屋の頭目
  - 第182話「隠密同心・胡蝶 炎の彼方に!」（1975年） - 工藤一馬
  - 第205話「謎の女を張り込め!」（1975年） - 鬼同心・井村
  - 第223話「隠密同心 一番長い日」（1975年） - 無宿者・三次
- 男は度胸（1970年、NHK）
- 大忠臣蔵 第11話「神文血判」（1971年、NET） - 金沢兵庫
- 天皇の世紀 第12話「義兵」（1971年、ABC） - 後藤象二郎
- 荒野の素浪人 第5話「獄門 関所破り」（1972年、NET） - 抜かずの弥市
- 世なおし奉行 第1話「命知らずのサムライたち」（1972年、NET）
- 紫頭巾 第11話「女スリ緋牡丹お島」（1972年、12ch）
- さすらいの狼 第22話「まぼろし部落の死斗」（1972年、NET） - 小平太
- 仮面ライダーシリーズ（MBS） - ブラック将軍
  - 仮面ライダー 第80話「ゲルショッカー出現! 仮面ライダー最後の日!!」 - 第98話「ゲルショッカー全滅! 首領の最後!!」（1972年 - 1973年）
  - 仮面ライダーV3 第27話「生き返ったゾル・死神・地獄・ブラック」・第28話「5大幹部の総攻撃!!」（1973年）
- ワイルド7 第21話「誘拐の掟」（1973年、NTV） - フォックス
- 旅人 異三郎（12ch）
  - 第8話「いろは草紙が赤く染まった」（1973年） - 辰
  - 第26話「惜別の舞に心が騒いだ」（1973年） - 上総屋治助
- 荒野の用心棒（NET）
  - 第15話「賞金首に群狼が吠えて…」（1973年） - 古田弥八
  - 第38話「暗殺の兇弾は暁に炸裂して…」（1973年） - 黒田重兵衛
- 子連れ狼 第1部 第22話「渡り徒士」（1973年、NTV） - 検使の役人
- 旗本退屈男 第9話「待ち伏せ道中」（1973年、NET） - 油坂源四郎

など